# Heligmonevra trifurca
Heligmonevra trifurca là một loài ruồi trong họ Asilidae. Heligmonevra trifurca được Shi miêu tả năm 1992. Loài này phân bố ở miền Ấn Độ - Mã Lai.